# Glacera de Thwaite
La Glacera de Thwaites és una gran glacera a la Terra de Marie Byrd de la Antàrtida Occidental. L'any 2010, tenia una extensió d'aproximadament 192.000 km² – igual que Florida o el doble d'Austria.

## Posició
D'uns 50 km a l'est del Mont Murphy, es mou cap al Mar d'Amundsen, on aboca a uns 30 km al nord-est de la Peninsula Bear, a la Costa Walgreen en forma d'una llengua glacial de més de 160 km de llargada i 30 km d'amplada. 60 km de la llengua són sobre la superfície del mar i obstaculitzen la navegació marítima en direcció est-oest. La glacera es troba en una regió d'activitat volcànica.

## Història

### Històric
El United States Geological Survey ha cartografiat tota la glacera a base d'observacions pròpies i de fotografies aèries de la United States Navy dels anys 1959 fins a 1966. El Advisory Committee on Antarctic Names el va anomenar l'any 1967 pel glaciòleg Fredrik T. Thwaites (1883–1961) de la Universitat de Wisconsin.

### Actual
La NASA i altres científics observen i analitzen aquesta glacera enorma amb molta atenció, interessent-se per les seves propietats en escenanaris del canvi climàtic.

## Rellevància pel canvi climàtic
La glacera té una funció important: junt amb la
Glacera de Pine Island frena el flux del Glacera Antàrtica Occidental, molt més voluminosa. Si aquesta es fon algun dia, moltes ciutats costaneres podrien quedar inundades per una pujada del nivell del mar de més d'un metre.
La última línia on la superfície inferior de la glacera toca terra abans de continuar com a glacera flotant, està sota el nivell del mar. Al interior d'aquesta línia, la glacera omple una vall submarina. Si la espesor de la glacera es redueix amb el canvi climàtic, l'aigua marí entrarà a sota d'aquesta part de la glacera. En lloc d'estar en contacte amb el terra, flotarà. Aquest canvi accelerará el flux de la glacera cap al mar i això accelerarà molt el desglaç.
Un estudi publicat l'any 2019, ja atribueix a aquesta glacera 4% de la pujada global del nivell del mar.
A l'inici de l'any 2020, investigadors de la International Thwaites Glacier Collaboration (ITGC) van examinar la glacera per a desenvolupar escenaris sobre el seu futur i pronosticar un possible col·lapse: L'erosió de la glacera pel aigua escalfat de l'oceà sembla ser més fort que prevista. Els investigadors constaten, preocupats: a la línia base de la glacera, l'aigua ja té una temperatura de 2 °C. La BBC titllà la glacera de Doomsday Glacier („Glacera del fi del món“), referint-se a la seva importància pel canvi climàtic.
Un estudi de l'any 2021 arriba a la conclusió que grans parts de la part flotant de la glacera podrien trencar i separar-se. Hi ha esquerdes i moviments de gel que ho indiquen.

## Opcions d'enginyeria per a l'estabilització

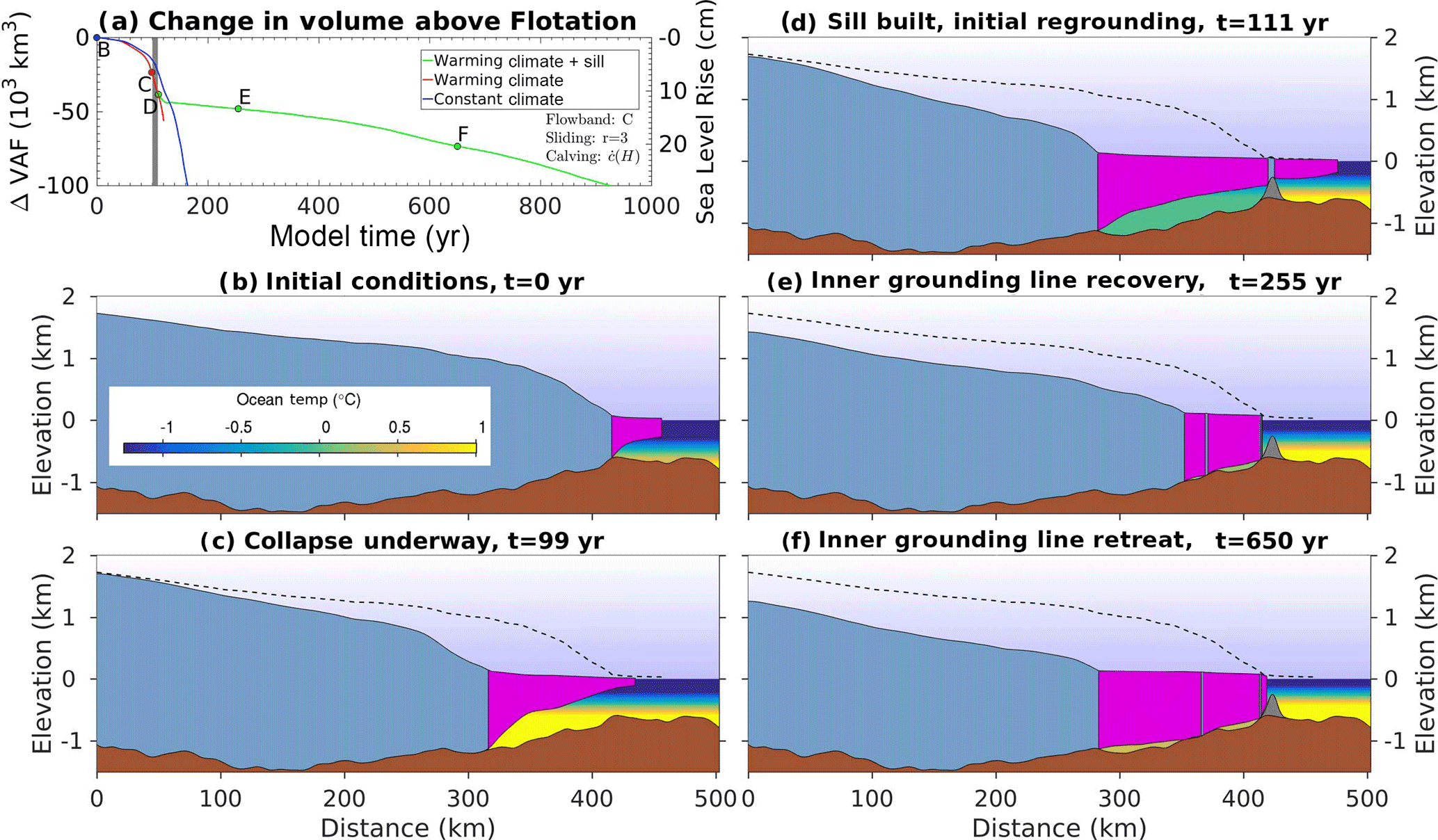
Una proposta d′"ampit submarí" que bloquegi el 50% dels fluxos d'aigua tèbia cap a la glacera podria tenir el potencial de retardar-ne el col·lapse i l'augment del nivell del mar resultant durant molts segles.

S'han proposat algunes intervencions d'enginyeria per a la glacera de Thwaites i la propera glacera de l'illa Pine per estabilitzar físicament el seu gel, o per preservar-lo bloquejant el flux d'aigua càlida de l'oceà, que actualment fa que l'enfonsament d'aquestes dues glaceres sigui pràcticament inevitable fins i tot sense més escalfament. Una proposta del 2018 incloïa llindars de construcció a la línia de terra de Thwaites per reforçar-lo físicament o bloquejar una part del flux d'aigua calenta. La primera seria la intervenció més senzilla, però equivalent als "projectes d'enginyeria civil més grans que la humanitat ha intentat mai": també té només un 30% de probabilitats de funcionar. S'espera que les construccions que bloquegen fins i tot el 50% del flux d'aigua calenta siguin molt més efectives, però també molt més difícils. A més, alguns investigadors van argumentar que aquesta proposta podria ser ineficaç, o fins i tot accelerar l'augment del nivell del mar. Els autors originals van suggerir intentar aquesta intervenció en llocs més petits, com la Glacera de Jakobshavn a Groenlàndia, com a prova, a més de reconèixer que aquesta intervenció no pot evitar l'augment del nivell del mar per l'augment del contingut de calor oceànica, i seria ineficaç a llarg termini sense reduccions de l'emissió de gasos d'efecte hivernacle.
El 2023 es va presentar una proposta modificada. Es va proposar que una instal·lació de "cortines" submarines, fetes d'un material flexible i ancorades al sòl del Mar d'Amundsen, seria capaç d'interrompre el flux d'aigua calenta alhora que reduïssin costos i augmentaria la seva longevitat (estimada de manera conservadora en 25 anys per elements de cortina i fins a 100 anys per als fonaments) en relació amb estructures més rígides. Amb ells al seu lloc, la plataforma de gel de Thwaites i la plataforma de gel de Pine Island probablement tornarien a créixer a un estat que van tenir fa un segle, estabilitzant així aquestes glaceres. Per aconseguir-ho, les cortines s'haurien de col·locar a una profunditat d'uns 600 metres (per evitar danys dels icebergss que estarien a la deriva regularment per sobre) i tenir una longitud de 80 km. Els autors van reconèixer que, tot i que el treball a aquesta escala no tindria precedents i s'enfrontaria a molts reptes a l'Antàrtida (inclosa la nit polar i el nombre actualment insuficient de vaixells polars especialitzats i vaixells submarins), tampoc no requeriria cap tecnologia nova i ja hi ha experiència de posar conductes a aquestes profunditats.

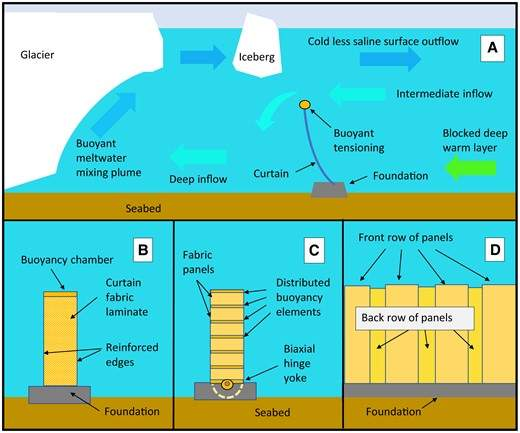
Diagrama d'una "cortina" proposada.

Els autors van estimar que aquest projecte trigaria una dècada a construir-se, amb un cost inicial de 40.000-80.000 milions de dòlars, mentre que el manteniment en curs costaria entre 1.000 i 2.000 milions de dòlars anuals. No obstant això, un dic únic capaç de protegir tota la Nova York pot costar el doble per si sol, i s'estima que els costos globals de l'adaptació a l'augment del nivell del mar causat pel col·lapse de les glaceres arriben als 40.000 milions de dòlars anuals: Els autors també van suggerir que la seva proposta seria competitiva amb les altres propostes d′"enginyeria climàtica", com la injecció d'aerosols estratosfèrics (SAI) o l'eliminació de diòxid de carboni (CDR), ja que mentre aquestes s'aturarien un espectre molt més ampli d'impactes del canvi climàtic, els seus costos anuals estimats oscil·len entre els 7 i els 70.000 milions de dòlars per a SAI fins als 160 i 4500 milions de dòlars per a CDR prou potents per ajudar a assolir l'objectiu de l'Acord de París d'1,5 °C.